# Presidente de Costa de Marfil
El Presidente de Costa de Marfil (en francés: Président de Côte d'Ivoire) es el jefe de Estado y Máxima autoridad de Costa de Marfil, Fue creado en el 7 de agosto de 1960 con la Independencia de Costa de Marfil y su titular actual es Alassane Ouattara desde el 11 de abril de 2011.

## Historia
Antes de que Costa de Marfil se independizara, El territorio pertenecía a la África Occidental Francesa. Eso significaba que era gobernado por un Gobernador General (Gouverneur général) . Este cargo duró hasta 1960 cuando se convirtió en una República Autónoma debido a la descolonización de África.
El primer titular que tuvo el cargo de Presidente fue Félix Houphouët-Boigny, quien es considerado el "Padre de la independencia".
En la Navidad de 1999, Costa de marfil sufrió un golpe de Estado y consecuencia de ello una dictadura militar liderada por Robert Guéï. 
En las elecciones del 2000, Robert Guéï fue derrotado por Laurent Gbagbo. Quien restableció la democracia en el país.

## Jefes de Estado de Costa de Marfil
Las fechas en cursiva indican continuación de facto en el cargo.
| No. | Retrato | Nombre                             | Elecciones                         | Tiempo en el cargo      | Tiempo en el cargo      | Partido político | Vicepresidente                            |
| No. | Retrato | Nombre                             | Elecciones                         | Inicio                  | Final                   | Partido político | Vicepresidente                            |
| --- | ------- | ---------------------------------- | ---------------------------------- | ----------------------- | ----------------------- | ---------------- | ----------------------------------------- |
| 1   |         | Félix Houphouët-Boigny (1905–1993) | 1960 1965 1970 1975 1980 1985 1990 | 3 de noviembre de 1960  | 7 de diciembre de 1993  | PDCI–RDA         | Posición no establecida                   |
| 2   |         | Henri Konan Bédié (1934–2023)      | 1995                               | 7 de diciembre de 1993  | 24 de diciembre de 1999 | PDCI–RDA         | Posición no establecida                   |
| 3   |         | Robert Guéï (1941–2002)            | —                                  | 24 de diciembre de 1999 | 26 de octubre de 2000   | Militar          | Posición no establecida                   |
| 4   |         | Laurent Gbagbo (1945)              | 2000                               | 26 de octubre de 2000   | 11 de abril de 2011     | FPI              | Posición no establecida                   |
| 6   |         | Alassane Ouattara (1942)           | 2010 2015 2020                     | 11 de abril de 2011     | En el cargo             | RDR              | Daniel Kablan Duncan Tiémoko Meyliet Koné |

## Afiliaciones políticas
- FN - Forces Nouvelles (Fuerzas Nuevas)
- FPI -	Front Populaire Ivorien (Frente Popular Marfileño)
- MPCI - Mouvement Patriotique de la Côte d'Ivoire (Movimiento Patriótico de Costa de Marfil)
- PDCI - Parti Démocratique de Côte d'Ivoire-Rassemblement Démocratique Africain (Partido Democrático de Costa de Marfil-Unión Democrática Africana)
- RDR -	Rassemblement des Républicains (Unión Republicana)
- Mil - Militar
- n-p - No partidario, independiente